# Otto Theodor von Manteuffel

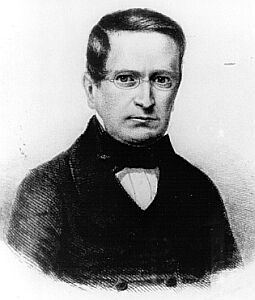
Otto Theodor von Manteuffel

Otto Theodor Freiherr von Manteuffel (Lübben (Brandenburg), 3 februari 1805 - Krossen (Brandenburg), 26 november 1882) was een conservatief Pruisisch staatsman.
Hij was de zoon van Friedrich Otto Gottlob von Manteuffel (1777-1812) en de broer van Karl Otto von Manteuffel (1806-1879), beide eveneens politici. Na zijn vaders dood groeide hij op bij zijn oom Hans Karl Erdmann, de vader van veldmaarschalk Edwin von Manteuffel. Van 1824 tot 1827 studeerde hij te Halle an der Saale rechts- en staatswetenschap.
Hij ging in 1830 de ambtenarij in en werd in 1833 landraad van het district Luckau in de Neder-Lausitz (provincie Brandenburg). In 1837 werd hij afgevaardigde in de provinciale landdagen van Brandenburg en de Neder-Lausitz, in 1841 Oberregierungsrat te Koningsbergen en in 1843 vicepresident van de regering te Stettin. Prins Wilhelm benoemde hem in 1844 tot rapporteur. Kort daarop werd hij lid van de koninklijke staatsraad en in 1845 werd hij aangesteld in het ministerie van Binnenlandse Zaken.
In de aanloop van de Maartrevolutie van 1848 keerde hij zich als lid van de Verenigde Landdag tegen de liberalen en verdedigde hij de oude orde. Op 8 november werd hij minister van Binnenlandse Zaken in het reactionaire kabinet van Friedrich Wilhelm von Brandenburg. Hij stelde als zodanig de "geoctrooieerde grondwet" van 5 december 1848 op, beknotte de persvrijheid en voerde een wet ter inperking van politieke organisaties in. Na de dood van Brandenburg (6 november 1850) nam hij voorlopig Buitenlandse Zaken waar en nam hij deel aan het congres dat leidde tot het Verdrag van Olmütz. Op 19 december werd hij minister-president en minister van Buitenlandse Zaken. Zijn premierschap, waarin hij in de loop der jaren steeds meer op de reactionaire partij steunde, duurde tot 1858, toen de liberale prins Wilhelm (sinds dat jaar prins-regent) zijn hele regering ontsloeg.
Hij kreeg hierna namens Görlitz een zetel in het Huis van Afgevaardigden, waarin hij echter geen vooraanstaande rol speelde. Als lid van het Herrenhaus (sinds 1864) zette hij zich herhaaldelijk in voor zijn reactionaire principes. Hij stierf op 26 november 1882.
Rudolf Eduard Julius Gierke · Franz August Eichmann · Otto Theodor von Manteuffel (a.i.) · Ferdinand von Westphalen (a.i.) · Karl Otto von Manteuffel · Erdmann III von Pückler · Heinrich von Itzenplitz · Werner von Selchow · Otto von Königsmarck · Heinrich Achenbach · Rudolf Friedenthal · Robert von Lucius von Ballhausen · Wilhelm von Heyden-Cadow · Ernst von Hammerstein-Loxten · Viktor von Podbielski · Theobald von Bethmann Hollweg · Bernd von Arnim-Criewen · Clemens von Schorlemer-Lieser · Paul von Eisenhart-Rothe · Otto Braun · Adolf Hofer · Otto Braun · Hermann Warmbold · Hugo Wendorff · Heinrich Steiger · Walter Darré
Karl August von Hardenberg · Christian Günther von Bernstorff · Johann Peter Friedrich Ancillon · Heinrich Wilhelm von Werther · Mortimer Maltzan · Heinrich von Bülow · Karl Ernst Wilhelm von Canitz und Dallwitz · Adolf Heinrich von Arnim-Boitzenburg · Heinrich Alexander von Arnim · Alexander von Schleinitz · Rudolf von Auerswald · August Heinrich Hermann von Dönhoff · Friedrich Wilhelm von Brandenburg · Heinrich Friedrich von Arnim-Heinrichsdorff-Werbelow · Friedrich Wilhelm von Brandenburg (a.i.) · Alexander von Schleinitz · Joseph von Radowitz · Otto Theodor von Manteuffel · Alexander von Schleinitz · Albrecht von Bernstorff · Otto von Bismarck · Herbert von Bismarck (a.i.) · Leo von Caprivi · Adolf Hermann Marschall von Bieberstein · Bernhard von Bülow · Theobald von Bethmann Hollweg · Georg Michaelis · Georg von Hertling · Max van Baden
Friedrich von Schuckmann · Gustav von Brenn · Gustav Adolf Rochus von Rochow · Adolf Heinrich von Arnim-Boitzenburg · Ernst von Bodelschwingh-Velmede · Alfred von Auerswald · Friedrich von Kühlwetter · Franz August Eichmann · Otto Theodor von Manteuffel · Ferdinand von Westphalen · Eduard Heinrich von Flottwell · Maximilian von Schwerin-Putzar · Gustav Wilhelm von Jagow · Friedrich Albrecht zu Eulenburg · Botho zu Eulenburg · Robert von Puttkamer · Ludwig Herrfurt · Botho zu Eulenburg · Ernst von Koeller · Eberhard Recke von der Horst · Georg von Rheinbaben · Hans von Hammerstein-Loxten · Theobald von Bethmann Hollweg · Friedrich von Moltke · Johann von Dallwitz · Friedrich Wilhelm von Loebell · Bill Drews · Carl Severing · Albert Grzesinski · Heinrich Waentig · Carl Severing · Franz Bracht · Hermann Göring
Adolf Heinrich von Arnim-Boitzenburg · Ludolf Camphausen · Rudolf von Auerswald · Ernst von Pfuel · Friedrich Wilhelm von Brandenburg · Adalbert von Ladenberg (a.i.) · Otto Theodor von Manteuffel · Karel Anton van Hohenzollern-Sigmaringen · Adolf zu Hohenlohe-Ingelfingen (a.i.) · Otto von Bismarck · Albrecht von Roon · Otto von Bismarck · Leo von Caprivi · Botho zu Eulenburg · Chlodwig zu Hohenlohe-Schillingsfürst · Bernhard von Bülow · Theobald von Bethmann Hollweg · Georg Michaelis · Georg von Hertling · Max van Baden · Paul Hirsch · Heinrich Ströbel · Paul Hirsch · Otto Braun · Adam Stegerwald · Otto Braun · Wilhelm Marx · Otto Braun · Hermann Göring
- Bibsys: 90762426
- Bibliothèque nationale de France: cb11306909v (data)
- Gemeinsame Normdatei: 116735996
- International Standard Name Identifier: 0000 0000 1064 0934
- Nationale Bibliotheek van Tsjechië: ola20221147374
- Nationale Bibliotheek van Polen: a0000001189435
- Nederlandse Thesaurus van Auteursnamen: 195105621
- Système universitaire de documentation: 098852671
- Virtual International Authority File: 76309145
- WorldCat: E39PBJcR79fKHTyxDk4xqHfcyd